# 加藤三郎 (野球)
加藤 三郎 (かとう さぶろう　1919年（大正8年） - 1944年または1945年）は、戦前期に学生野球で活躍した日本のアマチュア野球選手（捕手）。

## 生涯
岐阜県岐阜市出身、金華尋常高等小学校卒業。
旧制岐阜市立岐阜商業学校時代は、1935年（昭和10年）の第12回選抜中等学校野球大会と1936年（昭和11年）の第22回全国中等学校優勝野球大会で松井栄造とバッテリーを組み優勝している。
明治大学に進学し活躍していたが、学徒出陣。特別攻撃隊員として散華した。大学の先輩である藤本英雄は戦後、嶋清一と加藤を「ぼくの知っている野球選手で、このふたりは今度の戦争で失ったのが最も悔やまれる」と記している。